# Stellation
 (janvier 2017).
Si vous disposez d'ouvrages ou d'articles de référence ou si vous connaissez des sites web de qualité traitant du thème abordé ici, merci de compléter l'article en donnant les références utiles à sa vérifiabilité et en les liant à la section « Notes et références ».

Exemple de la stellation en trois dimensions, ici un dodécaèdre étoilé

En géométrie, la stellation est un procédé de construction de nouveaux polygones (en dimension 2), de nouveaux polyèdres (en 3D), ou, en général, de nouveaux polytopes en dimension n, en prolongeant les arêtes ou étendant les faces planes, généralement de manière symétrique, jusqu'à ce que chacune d'entre elles se rejoignent de nouveau. La nouvelle figure, d'aspect étoilé, est appelée une stellation de l'original.

## La définition de Kepler
En 1619, Kepler a défini la stellation pour les polygones et les polyèdres, comme le procédé d'extension des arêtes ou des faces jusqu'à ce qu'elles se rencontrent pour former un nouveau polygone ou un nouveau polyèdre. Il étoila ainsi le dodécaèdre régulier pour obtenir deux des polyèdres étoilés réguliers (deux des quatre solides de Kepler-Poinsot).

## Les polygones étoilés
Une stellation d'un polygone régulier est un polygone étoilé ou un polygone composé.
Elle peut être représentée par le symbole {n/m}, où n est le nombre de sommets, et m, le pas utilisé dans la succession des arêtes autour de ces sommets. Si m est égal à un, c'est une stellation zéro, et un polygone régulier {n}. Et donc, la (m -1)e stellation est {n/m}.
Un polygone composé apparaît si n et m ont un diviseur commun > 1, et la stellation complète est formée de plusieurs composantes cycliques. Par exemple, un hexagramme {6/2} est constitué de 2 triangles {3}, et {10/4} est constitué de 2 pentagrammes {5/2}.
Un n-gone régulier possède (n - 4)/2 stellations si n est pair, et (n - 3)/2 stellations si n est impair.
| Le pentagramme, {5/2}, est la seule stellation du pentagone.   | L'hexagramme, {6/2}, stellation de l'hexagone est un composé de deux triangles. | L'ennéagone possède 3 formes ennéagrammiques : {9/2}, {9/3}, {9/4}, {9/3} étant constituée de 3 triangles. |
| L'heptagone possède deux formes heptagrammiques : {7/2}, {7/3} |                                                                                 | L'ennéagone possède 3 formes ennéagrammiques : {9/2}, {9/3}, {9/4}, {9/3} étant constituée de 3 triangles. |

Comme l'heptagone, l'octogone possède aussi deux stellations octagrammiques, l'une, {8/3} étant un polygone étoilé, et l'autre, {8/2}, étant le composé de deux carrés.

## Les polyèdres étoilés
|  |  |  |  |  |  |  |

La stellation des polyèdres conduit aux polyèdres étoilés. Les faces planes d'un polyèdre divisent l'espace en beaucoup de cellules discrètes. Pour un polyèdre symétrique, ces cellules formeront des groupes, ou ensembles, de cellules conformes - nous disons que les cellules dans de tels ensembles conformes sont de même type. Une méthode commune pour trouver des stellations implique la sélection d'un ou plusieurs types de cellules.
Ceci peut conduire à un nombre énorme de formes possibles, donc, des critères plus poussés sont souvent imposés pour réduire l'ensemble de ces stellations pour que cela soit significatif et unique d'une certaine manière.
Un nombre de cellules formant une couche fermée autour de son noyau est appelée une coquille. Pour un polyèdre symétrique, une coquille peut être composée d'un ou plusieurs types de cellules.
Basées sur de telles idées, plusieurs catégories restrictives intéressantes ont été identifiées.
- Stellations de droite principale (main-line). En ajoutant des coquilles successives au noyau du polyèdre, cela conduit à l'ensemble des stellations de droite principale.
- Stellations pleinement soutenues (fully supported). Les faces du dessous d'une cellule peuvent apparaitre de manière externe comme un "surplomb". Dans une stellation pleinement soutenue, il n'existe pas de tels surplombs, et toutes les parties visibles d'une face sont vues à partir du même côté.
- Stellations monoacrales (à pointe unique). Où il existe seulement une sorte de pointe, ou sommet, dans une stellation (c'est-à-dire tous les sommets sont conformes à une orbite symétrique unique), la stellation est monoacrale. Toutes les stellations de cette sorte sont pleinement soutenues.
- Stellations primaires. Où un polyèdre possède des plans d'une symétrie miroir, les arêtes tombant dans ces plans sont dites être placées dans des droites primaires. Si toutes les arêtes sont placées dans des droites primaires, la stellation est primaire. Toutes les stellations primaires sont pleinement soutenues.
- Stellations de Miller. Dans The Fifty-Nine Icosahedra (en), Coxeter, du Val (en), Flather et Petrie enregistrent cinq règles suggérées par J.C.P. Miller (en). Bien que ces règles font référence précisément à la géométrie de l'icosaèdre, elles peuvent être aisément adaptées pour fonctionner avec des polyèdres arbitraires. Elles assurent, parmi d'autres choses, que la symétrie rotationnelle du polyèdre original est conservée, et que chaque stellation est différente dans son apparence. Les quatre sortes de stellation juste définies sont toutes des sous-ensembles des stellations de Miller.

Nous pouvons aussi identifier d'autres catégories :
- Une stellation partielle, où l'on n'étend pas tous les éléments d'une dimensionnalité donnée.
- Une stellation sous-symétrique où l'on n'étend pas symétriquement tous les éléments.

Les solides d'Archimède et leurs duaux peuvent aussi être étoilés. Ici, nous ajoutons généralement la règle suivante : le caractère plan de toutes les faces originales doit être présent dans la stellation, i.e. nous ne devons pas considérer les stellations partielles. Par exemple le cube n'est pas considéré comme une stellation du cuboctaèdre. Il existe :
- 4 stellations du dodécaèdre rhombique
- 187 stellations du triakitétraèdre
- 358 833 097 stellations du triacontaèdre rhombique
- 17 stellations du cuboctaèdre (4 sont montrées dans la liste des modèles de polyèdre de Wenninger (en))
- des stellations de l'icosidodécaèdre en nombre inconnu, mais beaucoup plus grand que ci-dessus (19 sont montrées dans la liste des modèles de polyèdre de Wenninger).

Dix-sept des polyèdres uniformes non convexes sont des stellations de solides d'Archimède.

### Les règles de Miller
Avec les règles de Miller, nous trouvons :
- Qu'il n'existe pas de stellation du tétraèdre, parce que toutes les faces sont adjacentes.
- Qu'il n'existe pas de stellation du cube, parce que les faces non adjacentes sont parallèles et ainsi, ne peuvent pas être étendues pour se rencontrer sur de nouvelles arêtes.
- Qu'il existe 1 stellation de l'octaèdre, l'octangle étoilé
- Qu'il existe 3 stellations du dodécaèdre : le petit dodécaèdre étoilé, le grand dodécaèdre et le grand dodécaèdre étoilé, ce sont tous des solides de Kepler-Poinsot.
- Qu'il existe 58 stellations de l'icosaèdre, incluant le grand icosaèdre (un des solides de Kepler-Poinsot), la 2e stellation et la stellation finale de l'icosaèdre. Le 59e modèle dans The Fifty-Nine Icosahedra est l'icosaèdre original lui-même.

Beaucoup de « stellations de Miller » ne peuvent pas être obtenues directement en utilisant la méthode de Kepler. Par exemple, beaucoup ont des centres creux où les faces originales et les arêtes du polyèdre noyau sont entièrement manquantes : il n'y a rien de laissé qui puisse être étoilé. Cette anomalie n'a pas retenu l'attention jusqu'à Inchbald (2002).

### Autres règles pour la stellation
Les règles de Miller ne représentent nullement la manière « correcte » pour énumérer les stellations. Elles sont basées sur la combinaison de parties dans le diagramme de stellation dans certaines manières, et ne tiennent pas compte de la topologie des faces résultantes. Comme tel, il existe certaines stellations tout à fait raisonnables de l'icosaèdre qui ne font pas partie de leur liste - l'une d'entre elles fut identifiée par James Bridge en 1974, tandis que certaines « stellations de Miller » sont critiquables quant à savoir si elle doivent être regardées comme des stellations - un des ensembles icosaédrique comprend plusieurs cellules tout à fait déconnectées flottant symétriquement dans l'espace.
Jusqu'ici, un ensemble alternatif de règles qui prend cela en compte n'a pas été pleinement développé. La plupart des progrès réalisés sont basés sur la notion énonçant que la stellation est le procédé réciproque du facettage, par lequel des parties peuvent être enlevées du polyèdre sans créer de nouveaux sommets. Pour chaque stellation d'un certain polyèdre, il existe un facettage dual d'un polyèdre dual, et vice-versa. En étudiant les facettages d'un dual, nous gagnons en perspicacité dans les stellations de l'original. Bridge trouva sa nouvelle stellation de l'icosaèdre en étudiant les facettages de son dual, le dodécaèdre.
Certains polyédristes adoptent le point de vue que la stellation est un procédé à deux sens, tel que deux polyèdres quelconques partageant les mêmes faces planes sont des stellations l'un de l'autre. Ceci est compréhensible si on conçoit un algorithme général approprié pour être utilisé dans un programme informatique, mais qui n'est pas autrement d'un grand secours particulier.
Beaucoup d'exemples de stellations peuvent être trouvés dans la liste des modèles de polyèdre de Wenninger (en).

## Nomenclature des stellations
John Conway a conçu une terminologie pour les polygones, les polyèdres et les polychores étoilés (Coxeter 1974). Dans ce système, le procédé d'extension d'arête pour créer une nouvelle figure est appelé stellation, ce qui étend les faces est appelé élargissement (greatening) et ce qui étend les cellules est appelé agrandissement (aggrandizement) (ce dernier n'est pas appliqué aux polyèdres). Ceci permet un usage systématique de mots tels que 'étoilé', 'large' et 'grand' en concevant les noms pour les figures résultantes. Par exemple, Conway a proposé quelques variations mineures aux noms des polyèdres de Kepler-Poinsot.